# Christian Menzel
Christian Menzel, né le 22 juin 1971 à Langenfeld est un pilote automobile allemand. 
Christian a commencé sa carrière en 1981 en participant à des compétitions de karting. En 1991, il débute en monoplace en pilotant dans les ADAC BMW Formula Junior. 
Il court ensuite en Formule Renault avant de piloter en Formule 3 de 1994 à 1996.
En 1998, il remporte les 24 Heures du Nürburgring avec Hans-Joachim Stuck et Marc Duez sur une BMW 320 Diesel.
Christian Menzel a également roulé en Deutsche Tourenwagen Masters (DTM) pour le compte de l'équipe Opel lors de l'année 2000. Il terminera la saison à une anonyme 17e place.

## Les années Porsche
C'est en 2001 que Christian découvre la discipline qui lui apportera plus de succès : la Porsche Carrera Cup. 
En 2005, il devient champion de la Porsche Carrera Cup allemande. Parallèlement, il court en Porsche Supercup (2e en 2004 sera son meilleur classement). 
Depuis 2008, il roule pour le Team Starchase en Porsche Carrera Cup Asia (discipline disputée lors des meetings de l'AFOS). Il finit second en 2008 et remporte le championnat l'année suivante.
Par ailleurs, le pilote allemand s'aligne en quelques occasions au volant d'une Porsche 911 GT3 Cup dans le championnat allemand BFGoodrich Langstreckenmeisterschaft qui se déroule sur le Nürburgring.

## Carrière automobile
- 1994 : Championnat d'Allemagne de Formule 3, 13e
- 1995 : Championnat d'Allemagne de Formule 3, non classé
- 1996 : Championnat d'Allemagne de Formule 3, 7e
- 1997 : Championnat d'Allemagne de Super-Tourisme, 14e
- 1998 : Championnat d'Allemagne de Super-Tourisme, 13e
  - 24 heures du Nürburgring, vainqueur
- 1999 : Porsche Carrera Cup Allemagne, 2e
- 2000 : DTM, 17e
- 2001 : Porsche Carrera Cup Allemagne, 3e
- 2002 : Porsche Carrera Cup Allemagne, 5e
- 2003 : Porsche Carrera Cup Allemagne, 6e
- 2004 : Porsche Carrera Cup Allemagne, 6e
  - Porsche Supercup, 2e
- 2005 : Porsche Carrera Cup Allemagne, champion
  - Porsche Supercup, 4e
- 2006 : Porsche Carrera Cup Allemagne, 9e
  - Porsche Supercup, 6e
- 2007 : Porsche Carrera Cup Allemagne, 7e
  - Porsche Supercup, 5e
- 2008 : Porsche Carrera Cup Asia, 2e
- 2009 : Porsche Carrera Cup Asia, champion